# The Black Mamba
The Black Mamba ist eine portugiesische Band, die am 6. März das Festival da Canção 2021 mit ihren Lied Love Is on My Side gewann und ihr Land beim Eurovision Song Contest 2021 in Rotterdam vertreten hat.

## Geschichte
Im Mai 2010 begann die musikalische Karriere der Gruppe, die von Pedro Tatanka, Ciro Cruz und Miguel Casais gegründet worden war. Der Name „The Black Mamba“ steht für die hypnotisierende Musik der Band.
Das erste Album The Black Mamba erschien 2010 und war in Portugal recht erfolgreich, so dass sie im folgenden Jahr auf einigen internationalen Festivals – z. B. in Luanda, Madrid, São Paulo oder auch Philadelphia – spielten. Vier Jahre nach der Veröffentlichung des ersten Albums folgte das nächste Album Dirty Little Brother, was sie in Lissabon und New York City produzierten. 2015 folgte eine weitere internationale Tour, wo sie wieder auf Festivals spielten. Am Ende der Tournee verließ Ciro Cruz, einer der Gründungsmitglieder, die Gruppe.
Das dritte Album The Mamba King erschien 2018 – während der Promotion trat die Gruppe in Amsterdam auf, wo sie eine alte Dame kennenlernten, die ihnen von ihrem schweren Leben erzählte, aber meinte, dass „die Liebe immer an ihrer Seite war“. Dieser Ausspruch inspirierte Pedro Tatanka zum Lied Love Is on My Side, mit dem die Band am 6. März 2021 das Festival da Canção 2021 gewann. Sie belegte sowohl beim Juryvoting als auch beim Televoting den zweiten Platz, was für den Sieg reichte. Beim Eurovision Song Contest 2021 schließlich erreichte die Gruppe das Finale, wo sie den 12. Platz erreichte.

## Diskografie

### Alben
- 2010: The Black Mamba
- 2014: Dirty Little Brother
- 2018: The Mamba King

### Singles
- 2012: If I Ain’t You
- 2014: Wonder Why (feat. Aurea)
- 2016: Canção de mim mesmo (feat. Boss Ac)
- 2018: Believe
- 2021: Love Is on My Side
- 2021: Crazy Nando